# Lijst van leden van de 23e Knesset
De 23e Knesset is de Knesset (het Israëlische parlement) dat bij de parlementsverkiezingen van 2 maart 2020 gekozen werd en op 16 maart 2020 werd ingezworen. Sinds 23 december 2020 is ze ontbonden, omdat de regeringspartijen op de deadline van 22 december 2020 nog geen begroting over 2020 en 2021 hadden ingediend. De gekozen datum voor de verkiezingen van de 24e Knesset werd 23 maart 2021.

## Fractiesplitsingen na de verkiezingen van 2 maart 2020
Tijdens de onderhandelingen van de formateur Benny Gantz (Blauw en Wit) met het politieke blok van de Likoed van Benjamin Netanyahu en de partijen Shas, Verenigd Thora-Jodendom en Yamina, zijn de fracties "Blauw en Wit" en "Avoda-Meretz-Gesher" uit elkaar gevallen in fracties afhankelijk van het feit of de partijen voor of tegen een coalitie met Benjamin Netanyahu waren.
- De lijst en fractie Blauw en Wit die 33 zetels in de Knesset haalde bij de verkiezingen en oorspronkelijk een samenwerking was van de partijen Yesh Atid, Telem en Chosen L'Israel ("Veerkracht voor Israël") is op maandag 30 maart 2020 gesplitst in drie afzonderlijke fracties: 1. Yesh Atid-Telem met zestien zetels; 2. Blauw en Wit (voor het merendeel leden van Chosen L'Israel) met vijftien zetels en 3. Derech Eretz ("De Weg van het Land") met twee zetels.[2] Zvi Hauser en Yoaz Hendel, de oprichters van Derech Eretz, waren voor de splitsing leden van Telem. De reden voor de splitsing was dat Yair Lapid van Yesh Atid en Moshe Ya'alon van Telem tegen de poging van Benny Gantz (Chosen L'Yisrael) waren om een coalitie met Benjamin Netanyahu (Likoed) te vormen, omdat deze is aangeklaagd voor fraude.
- De fractie Avoda-Meretz-Gesher (oorspronkelijk zeven zetels) is ook in drie fracties gesplitst. Eerst splitste de partij van mevrouw Orly Levi-Abekasis Gesher (een zetel) zich op 25 maart 2020 af van de gemeenschappelijke fractie met de Arbeidspartij en Meretz (beide drie zetels), omdat zij liever in een coalitie met Netanyahu zit dan in een coalitie die op de Arabische partijen steunt voor een meerderheid. Op 6 april 2020 heeft ook Amir Peretz (Arbeidspartij) ook partij losgemaakt van de gemeenschappelijke fractie met Meretz.[2] Hij en zijn partijgenoot Itzik Shmuli wilden aan het het nationale kabinet van Benjamin Netanyahu en Benny Gantz deelnemen. Merev Michaeli, de fractievoorzitter van de Arbeidspartij, en de partij Meretz waren daar tegen.

## Een lijst van de leden van de 23ste Knesset
Hieronder staat een lijst van de fracties en partijen in de 23e Knesset en de Knesset-leden die daartoe behoren zoals het sinds 7 april 2020 is. De Knessetleden zijn eerst naar fractie en partij geordend en daarna alfabetisch op familienaam. De functie van partijleider wordt aangegeven met de afkorting "PL" en de functie van fractievoorzitter met de afkorting "FV". De lijst kan alfabetisch geordend worden op fractie, partij, functie, familienaam, geboortedatum, sekse, plaats van geboorte, woonplaats, de datum van de eerste beëdiging als Knesset-lid en de Knessets waarvan de persoon in kwestie lid geweest is. Als het minder dan de hele Knessetperiode was staat er een minteken achter het Knessetnummer. 103 parlementariërs (van de 120 leden) van de 22e Knesset behielden hun zetel in de 23e Knesset.
| Fractie                     | Partij (of andere naam)     | Persoon                     | Functie PL/FV | Geboorte- datum | Sekse | Geboren in                                    | Woonplaats           | Knessetlid sinds | Knessets                              |
| --------------------------- | --------------------------- | --------------------------- | ------------- | --------------- | ----- | --------------------------------------------- | -------------------- | ---------------- | ------------------------------------- |
| Likud (36)                  | Likoed (35)                 | Ofir Akunis                 |               | 28-05-1973      | man   | Israël                                        | Tel Aviv             | 24-04-2009       | 18,19,20,21,22,23                     |
| Likud (36)                  | Likoed (35)                 | David ("Dudu") Amsalem      |               | 11-08-1960      | man   | Israël                                        | Ma'ale Adoemim       | 31-03-2015       | 20,21,22,23                           |
| Likud (36)                  | Likoed (35)                 | Hava-Etty Atia              |               | 12-06-1960      | vrouw | Lod, Israël                                   | Ramat Gan            | 30-04-2019       | 21,22,23                              |
| Likud (36)                  | Likoed (35)                 | Keren Barak                 |               | 20-09-1972      | vrouw | Haifa, Israël                                 | Tel Aviv             | 30-04-2019       | 21,22,23                              |
| Likud (36)                  | Likoed (35)                 | Nir Barkat                  |               | 19-10-1959      | man   | Jeruzalem, Israël                             |                      | 30-04-2019       | 21,22,23                              |
| Likud (36)                  | Likoed (35)                 | David Bitan                 |               | 08-04-1960      | man   | Marokko                                       | Risjon Letsion       | 31-03-2015       | 20,21,22,23                           |
| Likud (36)                  | Likoed (35)                 | Eli Cohen                   |               | 03-10-1972      | man   | Israël                                        | Cholon               | 31-03-2015       | 20,21,22,23                           |
| Likud (36)                  | Likoed (35)                 | Uzi Dayan                   |               | 04-01-1948      | man   | Israël                                        | Kochav Yair          | 30-04-2019       | 21, 23                                |
| Likud (36)                  | Likoed (35)                 | Avi Dichter                 |               | 14-12-1952      | man   | Asjkelon, Israël                              | Asjkelon             | 17-04-2006       | 17,18-, 20,21,22,23                   |
| Likud (36)                  | Likoed (35)                 | Yuli-Yoel Edelstein         |               | 05-08-1958      | man   | Oekraïne                                      | Neve Daniel          | 17-06-1996       | 14,15,16,17,18,19,20,21,22,23         |
| Likud (36)                  | Likoed (35)                 | Zeev Elkin                  |               | 03-04-1971      | man   | Charkov, Sovjet-Unie                          | Jeruzalem            | 17-04-2006       | 17,18,19,20,21,22,23                  |
| Likud (36)                  | Likoed (35)                 | Yoav Galant                 |               | 08-01-1958      | man   | Israël                                        | Amikam               | 31-03-2015       | 20-,21,22,23                          |
| Likud (36)                  | Likoed (35)                 | Gila Gamliel                |               | 24-02-1974      | vrouw | Gedera, Israël                                | Or-Yehuda            | 17-02-2003       | 16, 18,19,20,21,22,23                 |
| Likud (36)                  | Likoed (35)                 | May Golan                   |               | 03-05-1986      | vrouw | Tel Aviv, Israël                              | Tel Aviv             | 30-04-2019       | 21, 23                                |
| Likud (36)                  | Likoed (35)                 | Amit Halevi                 |               | 05-06-1971      | man   | Haifa, Israël                                 | Jeruzalem            | 30-09-2020       | 23-                                   |
| Likud (36)                  | Likoed (35)                 | Tzachi Hanegbi              |               | 26-02-1957      | man   | Jeruzalem, Israël                             | Mevasseret Tzion     | 21-11-1988       | 12,13,14,15,16-,17,18-,19,20,21,22,23 |
| Likud (36)                  | Likoed (35)                 | Sharren Haskel              |               | 03-04-1984      | vrouw | Canada                                        | Kfar Saba            | 27-08-2015       | 20-,21,22,23                          |
| Likud (36)                  | Likoed (35)                 | Ariel Kallner               |               | 05-07-1980      | man   | Haifa, Israël                                 | Haifa                | 05-07-2020       | 21,23-                                |
| Likud (36)                  | Likoed (35)                 | Shlomo Karai                |               | 06-04-1982      | man   | Israël                                        |                      | 30-04-2019       | 21,22,23                              |
| Likud (36)                  | Likoed (35)                 | Haim Katz                   |               | 21-12-1947      | man   | Duitsland                                     | Sjoham               | 07-06-1999       | 15,16,17-,18,19,20,21,22,23           |
| Likud (36)                  | Likoed (35)                 | Israel Katz                 |               | 21-09-1955      | man   | Asjkelon, Israël                              | Kfar Ahim            | 18-11-1998       | 14-,15,16,17,18,19,20,21,22,23        |
| Likud (36)                  | Likoed (35)                 | Ofir Katz                   |               | 19-05-1980      | man   | Afoela, Israël                                | Afoela               | 30-04-2019       | 21,22,23                              |
| Likud (36)                  | Likoed (35)                 | Yoav Kisch                  |               | 06-12-1968      | man   | Israël                                        | Ramat Gan            | 31-03-2015       | 20,21,22,23                           |
| Likud (36)                  | Likoed (35)                 | Yariv Levin                 |               | 22-02-1969      | man   | Israël                                        | Modi'ien             | 24-02-2009       | 18,19,20,21,22,23                     |
| Likud (36)                  | Likoed (35)                 | Osnat Mark                  |               | 22-07-1967      | vrouw | Beër Sjeva, Israël                            | Ma'ale Adoemim       | 18-11-2018       | 20-,21,23-                            |
| Likud (36)                  | Likoed (35)                 | Fateen Mulla                |               | 15-06-1960      | man   | Israël                                        | Yarka                | 30-04-2019       | 21, 23                                |
| Likud (36)                  | Likoed (35)                 | Benjamin ("Bibi") Netanyahu | PL            | 21-10-1949      | man   | Tel Aviv, Israël                              | Jeruzalem            | 21-11-1988       | 12,13,14,15-,16,17,18,19,20,21,22,23  |
| Likud (36)                  | Likoed (35)                 | Tali Ploskov                |               | 30-07-1962      | vrouw | Bălți (Belz), Moldavië                        | Arad                 | 31-03-2015       | 20, 23                                |
| Likud (36)                  | Likoed (35)                 | Miri Regev                  |               | 26-05-1965      | vrouw | Israël                                        | Rosh Ha'ayin         | 24-02-2009       | 18,19,20,21,22,23                     |
| Likud (36)                  | Likoed (35)                 | Michal Shir Segman          |               | 18-11-1979      | vrouw | Israël                                        |                      | 30-04-2019       | 21,22,23                              |
| Likud (36)                  | Likoed (35)                 | Kathrin Shitrit             |               | 22-01-1960      | vrouw | Casablanca, Marokko                           | Beit Shemesh         | 30-04-2019       | 21,22,23                              |
| Likud (36)                  | Likoed (35)                 | Yuval Steinitz              |               | 10-04-1958      | man   | Israël                                        | Mevasseret Tzion     | 06-07-1999       | 15-,16,17,18,19,20,21,22,23           |
| Likud (36)                  | Likoed (35)                 | Nissim Vaturi               |               | 23-10-1969      | man   | Risjon Letsion, Israël                        |                      | 11-12-2020       | 23-                                   |
| Likud (36)                  | Likoed (35)                 | Desta ("Gadi") Yevarkan     |               | 1981            | man   | Ethiopië                                      | Rechovot             | 30-04-2019       | 21,22-,23                             |
| Likud (36)                  | Likoed (35)                 | Miki Zohar                  | FV            | 28-03-1980      | man   | Israël                                        | Kirjat Gat           | 31-03-2015       | 20,21,22,23                           |
| Likud (36)                  | Kulanu (1)                  | Yifat Shasha-Biton          | PL            | 23-05-1973      | vrouw | Israël                                        | Zikhron Ya'akov      | 31-03-2015       | 20,21,22,23                           |
| Yesh Atid-Telem (16)        | Yesh Atid (13)              | Orna Barbivay               |               | 05-09-1962      | vrouw | Israël                                        | Tel Aviv             | 30-04-2019       | 21,22,23                              |
| Yesh Atid-Telem (16)        | Yesh Atid (13)              | Ram Ben Barak               |               | 01-04-1958      | man   | Israël                                        | Nahalal              | 30-04-2019       | 21,22,23                              |
| Yesh Atid-Telem (16)        | Yesh Atid (13)              | Meir Cohen                  | FV            | 15-11-1955      | man   | Mogador, Marokko                              | Dimona               | 05-02-2013       | 19,20,21,22,23                        |
| Yesh Atid-Telem (16)        | Yesh Atid (13)              | Karin Elharrar              |               | 09-10-1977      | vrouw | Jaffa, Israël                                 | Risjon Letsion       | 05-02-2013       | 19,20,21,22,23                        |
| Yesh Atid-Telem (16)        | Yesh Atid (13)              | Gadeer Mreeh                |               | 21-06-1984      | vrouw | Israël                                        | Daliyat al-Karmel    | 30-04-2019       | 21,22,23                              |
| Yesh Atid-Telem (16)        | Yesh Atid (13)              | Yair Lapid                  | PL            | 05-11-1963      | man   | Tel Aviv, Israël                              | Tel Aviv             | 05-02-2013       | 19,20,21,22,23                        |
| Yesh Atid-Telem (16)        | Yesh Atid (13)              | Mickey Levy                 |               | 21-06-1951      | man   | Jeruzalem, Israël                             | Mevasseret Tzion     | 05-02-2013       | 19,20,21,22,23                        |
| Yesh Atid-Telem (16)        | Yesh Atid (13)              | Yoel Razvozov               |               | 05-07-1980      | man   | Birobidzjan, Rusland                          | Netanya              | 05-02-2013       | 19,20,21,22,23                        |
| Yesh Atid-Telem (16)        | Yesh Atid (13)              | Idan Roll                   |               | 27-04-1984      | man   | Israël                                        | Tel Aviv             | 30-04-2019       | 21, 23                                |
| Yesh Atid-Telem (16)        | Yesh Atid (13)              | Yoav Segalovitz             |               | 23-04-1959      | man   | Israël                                        |                      | 30-04-2019       | 21,22,23                              |
| Yesh Atid-Telem (16)        | Yesh Atid (13)              | Ofer Shelah                 |               | 09-02-1960      | man   | Kirjat Bialik, Israël                         | Ginaton              | 05-02-2013       | 19,20,21,22,23                        |
| Yesh Atid-Telem (16)        | Yesh Atid (13)              | Elazar Stern                |               | 25-08-1956      | man   | Israël                                        | Hoshaya              | 05-02-2013       | 19,20-,21,22,23                       |
| Yesh Atid-Telem (16)        | Yesh Atid (13)              | Boaz Toporovsky             |               | 17-07-1980      | man   | Risjon Letsion, Israël                        | Nes Tziona           | 05-02-2013       | 19, 21,22,23                          |
| Yesh Atid-Telem (16)        | Telem (3)                   | Orly Froman                 |               | 14-06-1955      | vrouw | Tel Aviv, Israël                              | Kfar Saba            | 30-04-2019       | 21,22,23                              |
| Yesh Atid-Telem (16)        | Telem (3)                   | Andrey Kozhinov             |               | 28-12-1979      | man   | Kazan, Sovjet-Unie                            | Petach Tikva         | 16-03-2020       | 23                                    |
| Yesh Atid-Telem (16)        | Telem (3)                   | Moshe Ya’alon               | PL            | 14-06-1950      | man   | Israël                                        | Makkabiem-Re'oet     | 24-02-2009       | 18,19,20-,21,22,23                    |
| Blauw en Wit (15)           | Veerkracht (15)             | Gavriel ("Gabi") Ashkenazi  |               | 25-02-1954      | man   | Moshav Hagor, Israël                          | Kfar Saba            | 30-04-2019       | 21,22,23                              |
| Blauw en Wit (15)           | Veerkracht (15)             | Michael Biton               |               | 03-02-1970      | man   | Israël                                        | Jerocham             | 30-04-2019       | 21,22,23                              |
| Blauw en Wit (15)           | Veerkracht (15)             | Meirav Cohen                |               | 26-08-1983      | vrouw | Jeruzalem, Israël                             | Jeruzalem            | 30-04-2019       | 21,22,23                              |
| Blauw en Wit (15)           | Veerkracht (15)             | Orit Farkash-Hacohen        |               | 29-12-1970      | vrouw | Israël                                        | Jeruzalem            | 30-04-2019       | 21,22,23                              |
| Blauw en Wit (15)           | Veerkracht (15)             | Benjamin ("Benny") Gantz    | PL            | 09-06-1959      | man   | Kfar Ahim, Israël                             | Rosh Ha'ayin         | 30-04-2019       | 21,22,23                              |
| Blauw en Wit (15)           | Veerkracht (15)             | Eitan Ginzburg              |               | 25-01-1977      | man   | Argentinië                                    | Ra'anana             | 30-04-2019       | 21,22,23                              |
| Blauw en Wit (15)           | Veerkracht (15)             | Miki Haimovich              |               | 15-06-1962      | vrouw | Tel Aviv, Israël                              | Tel Aviv             | 30-04-2019       | 21,22,23                              |
| Blauw en Wit (15)           | Veerkracht (15)             | Avi Nissenkorn              | FV            | 20-03-1967      | man   | Israël                                        |                      | 30-04-2019       | 21,22,23                              |
| Blauw en Wit (15)           | Veerkracht (15)             | Alon Schuster               |               | 02-05-1957      | man   | Israël                                        | Mefalsim             | 30-04-2019       | 21,22,23                              |
| Blauw en Wit (15)           | Veerkracht (15)             | Hila Shai-Vazan             |               | 16-04-1980      | vrouw | Cholon, Israël                                | Modi'ien             | 21-06-2020       | 23-                                   |
| Blauw en Wit (15)           | Veerkracht (15)             | Ram Shefa                   |               | 15-02-1985      | man   | Chadera, Israël                               | Givat Chaim (Ichoed) | 30-04-2019       | 21,22,23                              |
| Blauw en Wit (15)           | Veerkracht (15)             | Penina Tamanu               |               | 1981            | vrouw | Wuzaba, Ethiopië                              | Petach Tikva         | 05-02-2013       | 19,20,21,22,23                        |
| Blauw en Wit (15)           | Veerkracht (15)             | Yehiel Tropper              |               | 22-04-1978      | man   | Jeruzalem, Israël                             | Nes Harim            | 30-04-2019       | 21,22,23                              |
| Blauw en Wit (15)           | Veerkracht (15)             | Omer Yankelevitch           |               | 25-05-1978      | vrouw | Israël                                        |                      | 30-04-2019       | 21,22,23                              |
| Blauw en Wit (15)           | Veerkracht (15)             | Asaf Zamir                  |               | 31-08-1980      | man   | Israël                                        | Tel Aviv             | 30-04-2019       | 21,22,23                              |
| Gezamenlijke Lijst (15)     | Chadash (5)                 | Jaber Asakla                |               | 20-08-1960      | man   | Israël                                        | Maghar               | 30-04-2019       | 21,22,23                              |
| Gezamenlijke Lijst (15)     | Chadash (5)                 | Ofer Cassif                 |               | 25-12-1964      | man   | Israël                                        | Rechovot             | 30-04-2019       | 21,22,23                              |
| Gezamenlijke Lijst (15)     | Chadash (5)                 | Yousef Jabareen             |               | 23-02-1972      | man   | Israël                                        | Umm El-Fahm          | 31-03-2015       | 20,21,22,23                           |
| Gezamenlijke Lijst (15)     | Chadash (5)                 | Ayman Odeh                  | PL            | 1975            | man   | Israël                                        | Haifa                | 31-03-2015       | 20,21,22,23                           |
| Gezamenlijke Lijst (15)     | Chadash (5)                 | Aida Touma-Suleiman         |               | 16-07-1964      | vrouw | Israël                                        | Akko                 | 31-03-2015       | 20,21,22,23                           |
| Gezamenlijke Lijst (15)     | Ra'am (4)                   | Mansour Abbas               | PL            | 22-04-1974      | man   | Israël                                        | Maghar               | 30-04-2019       | 21,22,23                              |
| Gezamenlijke Lijst (15)     | Ra'am (4)                   | Saeed Alkharumi             |               | 10-01-1972      | man   | Israël                                        | Segev Shalom         | 11-08-2017       | 20-,21,22,23                          |
| Gezamenlijke Lijst (15)     | Ra'am (4)                   | Iman Khatib-Yasin           |               | 23-10-1964      | vrouw | Israël                                        | Jaffa Nazareth       | 16-03-2020       | 23                                    |
| Gezamenlijke Lijst (15)     | Ra'am (4)                   | Waleed Taha                 |               | 07-09-1968      | man   | Petach Tikva, Israël                          | Kfar Kassem          | 03-10-2019       | 22,23                                 |
| Gezamenlijke Lijst (15)     | Balad (3)                   | Samy Abu Shahadeh           |               | 19-12-1975      | man   | Lod, Israël                                   | Tel Aviv             | 03-10-2019       | 22,23                                 |
| Gezamenlijke Lijst (15)     | Balad (3)                   | Mtanes Shihadeh             | PL            | 25-05-1972      | man   | Israël                                        | Isfiya               | 30-04-2019       | 21,22,23                              |
| Gezamenlijke Lijst (15)     | Balad (3)                   | Heba Yazbak                 |               | 08-07-1985      | vrouw | Israël                                        | Nazareth             | 30-04-2019       | 21,22,23                              |
| Gezamenlijke Lijst (15)     | Ta'al (3)                   | Osama Saadi                 |               | 21-02-1973      | man   | Arraba, Israël                                | Jeruzalem            | 31-03-2015       | 20,21,22,23                           |
| Gezamenlijke Lijst (15)     | Ta'al (3)                   | Sondos Saleh                |               | 17-06-1986      | vrouw | Nazareth, Israël, groeide op in Mashhad, Iran |                      | 16-03-2020       | 23                                    |
| Gezamenlijke Lijst (15)     | Ta'al (3)                   | Ahmad Tibi                  | FV, PL        | 19-12-1958      | man   | Israël                                        | Taibe                | 07-06-1999       | 15,16,17,18,19,20,21,22,23            |
| Shas (9)                    | Shas (9)                    | Moshe Abutbul               |               | 14-07-1965      | man   | Beër Sjeva, Israël                            | Beit Shemesh         | 03-10-2019       | 22,23                                 |
| Shas (9)                    | Shas (9)                    | Moshe Arbel                 |               | 26-12-1983      | man   | Petach Tikva, Israël                          | Petach Tikva         | 30-04-2019       | 21,22,23                              |
| Shas (9)                    | Shas (9)                    | Yinon Azoulay               |               | 10-07-1979      | man   | Israël                                        | Asjdod               | 14-03-2018       | 20-,21,22,23                          |
| Shas (9)                    | Shas (9)                    | Uriel Busso                 |               | 13-09-1973      | man   | Ramla, Israël                                 | Petach Tikva         | 21-06-2020       | 23-                                   |
| Shas (9)                    | Shas (9)                    | Yitzḥak Cohen               |               | 02-10-1951      | man   | Asjkelon, Israël                              | Asjkelon             | 17-06-1996       | 14,15,16,17,18,19,20-,21,22,23        |
| Shas (9)                    | Shas (9)                    | Michael Malchieli           |               | 07-10-1982      | man   | Jeruzalem, Israël                             | Jeruzalem            | 02-11-2016       | 20-,21,22,23                          |
| Shas (9)                    | Shas (9)                    | Yakov Margi                 |               | 18-11-1960      | man   | Rabat, Marokko                                | Sde Tzvi             | 17-02-2003       | 16,17,18,19,20,21,22,23               |
| Shas (9)                    | Shas (9)                    | Meshulam Nahari             |               | 07-05-1951      | man   | Tzuriel, Israël                               | Jeruzalem            | 07-06-1999       | 15,16,17,18,19,20-,21,22,23           |
| Shas (9)                    | Shas (9)                    | Yosef Taieb                 |               | 15-02-1981      | man   | Parijs, Frankrijk                             | Kiryat Ye'arim       | 01-07-2020       | 23-                                   |
| Verenigd Thora-Jodendom (7) | Verenigd Thora-Jodendom (7) | Israel Eichler              |               | 27-03-1955      | man   | Jeruzalem, Israël                             | Jeruzalem            | 17-02-2003       | 16-, 18-,19,20,21,22,23               |
| Verenigd Thora-Jodendom (7) | Verenigd Thora-Jodendom (7) | Eliyahu Hasid               |               | 12-11-1976      | man   | Israël                                        |                      | 24-06-2020       | 23-                                   |
| Verenigd Thora-Jodendom (7) | Verenigd Thora-Jodendom (7) | Yaakov Litzman              | PL            | 02-09-1948      | man   | Duitsland                                     | Jeruzalem            | 07-06-1999       | 15,16,17,18,19,20,21,22,23            |
| Verenigd Thora-Jodendom (7) | Verenigd Thora-Jodendom (7) | Yitzhak Ze'ev Pindros       |               | 20-07-1971      | man   | Jeruzalem, Israël                             | Jeruzalem            | 30-04-2019       | 21,23-                                |
| Verenigd Thora-Jodendom (7) | Verenigd Thora-Jodendom (7) | Yaakov Tessler              |               | 27-06-1973      | man   | Jeruzalem, Israël                             | Asjdod               | 30-04-2019       | 21,22,23                              |
| Verenigd Thora-Jodendom (7) | Verenigd Thora-Jodendom (7) | Yakov Asher                 |               | 02-07-1965      | man   | Ramat Gan, Israël                             | Bnei Brak            | 05-02-2013       | 19,20,21,22,23                        |
| Verenigd Thora-Jodendom (7) | Verenigd Thora-Jodendom (7) | Moshe Gafni                 | PL            | 05-05-1952      | man   | Tel Aviv, Israël                              | Bnei Brak            | 21-11-1988       | 12,13,14,15,16,17,18,19,20,21,22,23   |
| Yisrael Beitenu (7)         | Jisrael Beeténoe (7)        | Hamad Amar                  |               | 05-11-1964      | man   | Israël                                        | Shefar'am            | 24-02-2009       | 18,19,20, 22,23                       |
| Yisrael Beitenu (7)         | Jisrael Beeténoe (7)        | Eli Avidar                  |               | 03-12-1964      | man   | Egypte                                        |                      | 30-04-2019       | 21,22,23                              |
| Yisrael Beitenu (7)         | Jisrael Beeténoe (7)        | Oded Forer                  | FV            | 30-05-1977      | man   | Israël                                        | Rechovot             | 04-09-2015       | 20-,21,22,23                          |
| Yisrael Beitenu (7)         | Jisrael Beeténoe (7)        | Alex Kushnir                |               | 02-11-1978      | man   | Drohobytsj, Oekraïne                          |                      | 03-10-2019       | 22,23                                 |
| Yisrael Beitenu (7)         | Jisrael Beeténoe (7)        | Avigdor Lieberman           | PL            | 06-05-1958      | man   | Chisinau (Kisjinev), SU                       | Nokdim               | 07-06-1999       | 15,16-,17,18,19,20-,21,22,23          |
| Yisrael Beitenu (7)         | Jisrael Beeténoe (7)        | Yulia Malinovsky            |               | 05-09-1975      | vrouw | Oekraïne                                      | Cholon               | 01-06-2016       | 20-,21,22,23                          |
| Yisrael Beitenu (7)         | Jisrael Beeténoe (7)        | Evgeny Sova                 |               | 29-08-1980      | man   | Oekraïne                                      |                      | 30-04-2019       | 21,22,23                              |
| Yamina (6)                  | Nieuw Rechts (3)            | Naftali Bennett             | PL            | 25-03-1972      | man   | Haifa, Israël                                 | Ra'anana             | 05-02-2013       | 19,20-, 22,23                         |
| Yamina (6)                  | Nieuw Rechts (3)            | Matan Kahane                |               | 29-07-1972      | man   | Haifa, Israël                                 | Beit Gamliel         | 03-10-2019       | 22,23                                 |
| Yamina (6)                  | Nieuw Rechts (3)            | Ayelet Shaked               | FV            | 07-05-1976      | vrouw | Tel Aviv, Israël                              | Tel Aviv             | 05-02-2013       | 19,20, 22,23                          |
| Yamina (6)                  | Tkuma (2)                   | Bezalel Smotrich            |               | 27-02-1980      | man   | Israël                                        | Kedumim              | 31-03-2015       | 20,21,22,23                           |
| Yamina (6)                  | Tkuma (2)                   | Ofir Sofer                  |               | 01-08-1974      | man   | Israël                                        | Tefahot              | 30-04-2019       | 21,22,23                              |
| Yamina (6)                  | Het Joodse Huis (1)         | Rafael Peretz               |               | 07-01-1956      | man   | Israël                                        |                      | 30-04-2019       | 21,22,23                              |
| Meretz (3)                  | Meretz (3)                  | Yair Golan                  |               | 14-05-1962      | man   | Israël                                        |                      | 03-10-2019       | 22,23                                 |
| Meretz (3)                  | Meretz (3)                  | Nitzan Horowitz             | PL            | 24-02-1965      | man   | Rechovot, Israël                              | Tel Aviv             | 24-02-2009       | 18,19, 22,23                          |
| Meretz (3)                  | Meretz (3)                  | Tamar Zandberg              | FV            | 29-04-1976      | vrouw | Ramat Gan, Israël                             | Tel Aviv             | 05-02-2013       | 19,20,21,22,23                        |
| Ha-Avoda (3)                | "De Arbeid" (3)             | Merav Michaeli              | FV            | 24-11-1966      | vrouw | Petach Tikva, Israël                          | Tel Aviv             | 05-02-2013       | 19,20,21,22,23                        |
| Ha-Avoda (3)                | "De Arbeid" (3)             | Amir Peretz                 | PL            | 09-03-1952      | man   | Boujad, Marokko                               | Sderot               | 21-11-1988       | 12,13,14,15,16,17,18-,19,20,21,22,23  |
| Ha-Avoda (3)                | "De Arbeid" (3)             | Itzik Shmuli                |               | 08-02-1980      | man   | Tel Aviv, Israël                              | Ksalon               | 05-02-2013       | 19,20,21,22,23                        |
| Derech Eretz (2)            | "De Weg van het Land" (2)   | Zvi Hauser                  | FV            | 05-07-1958      | man   | Ramat Gan, Israël                             | Tel Aviv             | 30-04-2019       | 21,22,23                              |
| Derech Eretz (2)            | "De Weg van het Land" (2)   | Yoaz Hendel                 |               | 22-05-1975      | man   | Petach Tikva, Israël                          | Nes Harim            | 30-04-2019       | 21,22,23                              |
| Gesher (1)                  | "Brugpartij" (1)            | Orly Levi-Abekasis          | FV, PL        | 11-11-1973      | vrouw | Israël                                        | Reshafim             | 24-02-2009       | 18,19,20, 22,23                       |

### Vervangingen
| Datum            | Vervanger             | Partij/fractie                                  | Vervangt       | Opmerkingen |
| ---------------- | --------------------- | ----------------------------------------------- | -------------- | --- |
| 16 maart 2020    | Idan Roll             | toen: Blauw en Wit, nu: fractie Yesh Atid-Telem | Yael German    | Yael German trok zich om gezondheidsredenen terug als Knessetlid voordat de beëdiging van de Knessetleden plaatsvond. |
| 19 juni 2020     | Yitzhak Ze'ev Pindros | Verenigd Thora-Jodendom                         | Meïr Porush    | Porush stond, nadat hij lid van het kabinet werd, op grond van de "Noorse wet" zijn Knesset-zetel af. |
| 21 juni 2020     | Chila Shai-Vazan      | Blauw en Wit                                    | Yizhar Shai    | Shai stond, nadat hij lid van het kabinet werd, op grond van de "Noorse wet" zijn Knesset-zetel af. |
| 21 juni 2020     | Uriel Busso           | Sjas                                            | Aryeh Deri     | Deri stond, nadat hij lid van het kabinet werd, op grond van de "Noorse wet" zijn Knesset-zetel af. |
| 24 juni 2020     | Eliyahu Hasid         | Verenigd Thora-Jodendom                         | Yaakov Litzman | Litzman stond, nadat hij lid van het kabinet werd, op grond van de "Noorse wet" zijn Knesset-zetel af. |
| 24 juni 2020     | Eliyahu Baruchi       | Verenigd Thora-Jodendom                         | Uri Maklev     | Maklev stond, nadat hij lid van het kabinet werd, op grond van de "Noorse wet" zijn Knesset-zetel af aan Eliyahu Baruchi. Nadat Yaakov Litzman ontslag had genomen als minister, werd hij op 15 september 2020 weer Knesset-lid in plaats van Eliyahu Baruchi. |
| 1 juli 2020      | Yosef Taieb           | Sjas                                            | Yoav Ben-Tzur  | Ben-Tzur stond, nadat hij lid van het kabinet werd, op grond van de "Noorse wet" zijn Knesset-zetel af. |
| 5 juli 2020      | Ariel Kallner         | Likoed                                          | Tzipi Hotovely | Hotovely stond, nadat zij lid van het kabinet werd, op grond van de "Noorse wet" haar Knesset-zetel af. |
| 5 juli 2020      | Osnat Mark            | Likoed                                          | Gilad Erdan    | Erdan nam ontslag als Knesset-lid nadat hij de permanente vertegenwoordiger van Israël bij de Verenigde Naties werd. |
| 30 juli 2020     | Amit Halevi           | Likoed                                          | Amir Ohana     | Ohana stond, nadat hij lid van het kabinet werd, op grond van de "Noorse wet" zijn Knesset-zetel af. |
| 11 december 2020 | Nissim Vaturi         | Likoed                                          | Gideon Sa'ar   | Gideon Sa'ar verliet de Knesset, nadat hij uit de Likoed gestapt was, om zelf een nieuwe partij op te richten. |